# 데이비드 애튼버러
데이비드 애튼버러 경(영어: Sir David Frederick Attenborough, OM, GCMG, CH, CVO, CBE, FRS, 1926년 5월 8일 ~ )은 영국의 동물학자, 방송인이자 환경보호론자이다.
애튼버러는 50여년 동안 여러 다큐멘터리 영화의 해설을 맡았다. 그는 영화 감독, 프로듀서이자 배우인 리처드 애튼버러의 동생이기도 하다.
애튼버러가 해설을 맡은 대표적인 프로그램으로는 《지구의 삶》, 《식물들의 세계》 등이 있다. 애튼버러는 그의 작품이 자연계의 신비를 시청자의 눈앞에 끌어내는 것과 함께 궁극적으로 생명에 대한 새로운 경의와 존중을 더욱 고양시켜 나가는 것을 돕는 데 그 목적이 있다고 언급하였다. 최근 그의 활동은 호주의 산호초 보호와 북극의 빙하 보호까지 이르고 있다.

## 서훈
- 1974년 대영 제국 훈장 3등급(CBE)[3]
- 1985년 기사작위(Knight Bachelor) 서임[4]
- 1991년 로열 빅토리아 훈장 3등급(CVO)[5]
- 1996년 컴패니언 오브 아너(Order of the Companions of Honour; CH)[6]
- 2005년 메리트 훈장(Order of Merit; OM)[7]
- 2020년 세인트마이클앤드세인트조지 훈장 1등급(GCMG, 작위급 훈장)[8]